# Santo Cristo (Río Grande del Sur)

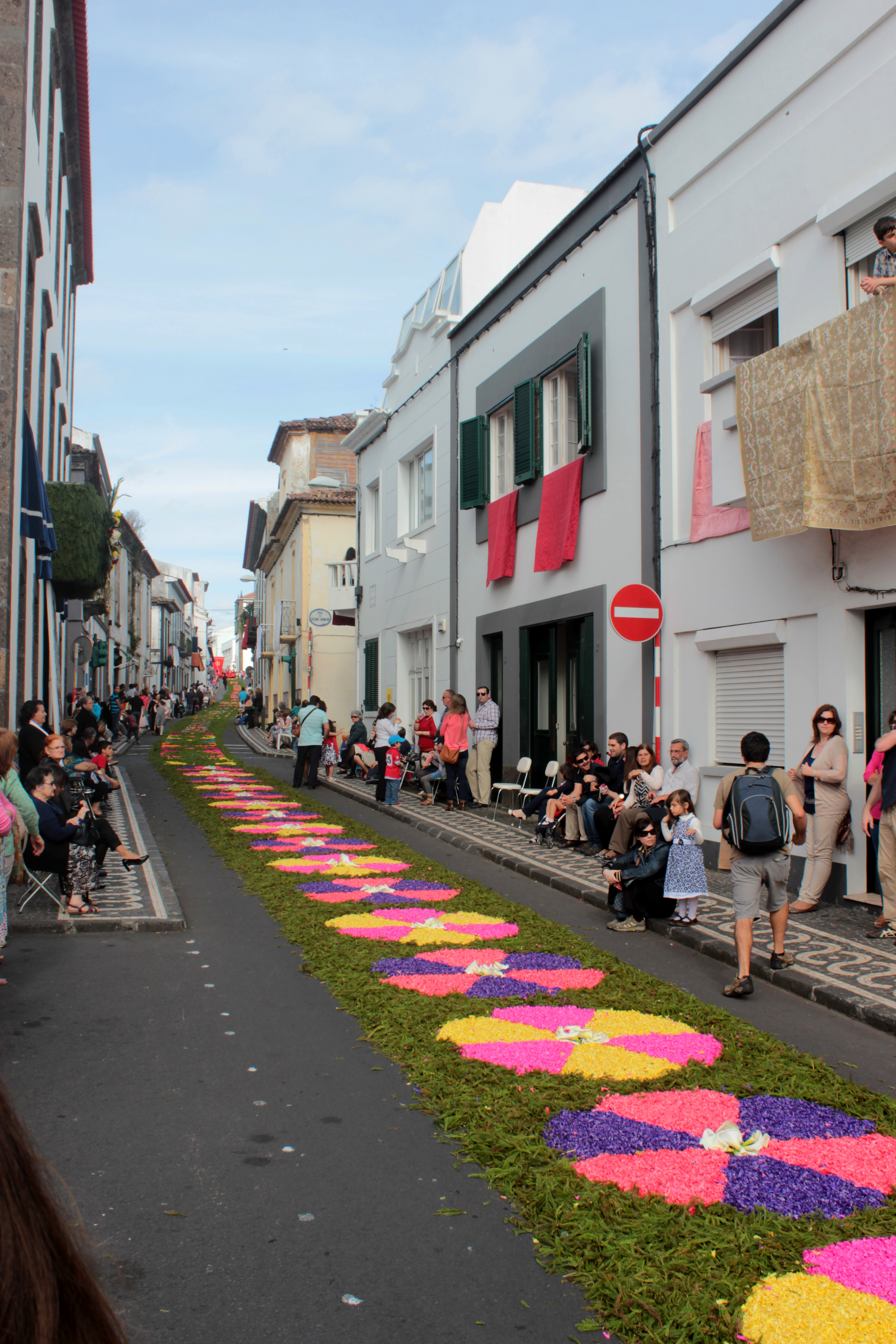
Procissão do Santo Cristo 2014

Santo Cristo es una ciudad brasileña, situada en la frontera noroeste del estado de Rio Grande do Sul. Se localiza a una latitud de 27º49'26" Sur y a una longitud de 54º39'46" Oeste, estando a una altitud de 283 metros sobre el nivel del mar. Distante a 544 km de la capital del estado, Porto Alegre. Su población estimada en 2004 era de 14.902 habitantes.

## Economía
La economía del municipio está basada en la producción de soja, maíz y trigo, además de ser el mayor productor de leche en la región.
En lo turístico, se destaca el parque acuático de gran importancia, y el hotel hacienda, con expresión para el mercado rural.

## Cultura
La religión predominante es la católica, siendo la Iglesia de Ascensión del Señor, la principal del municipio, y la tercera iglesia parroquial más grande de Latinoamérica, con 73 metros de altura, y un imponente estilo clasicista.
Fue tradicionalmente, un poblado de colonización alemana, por lo que hace visible, en el perfil de los habitantes, la conservación del idioma y costumbres. Es típica una danza folclórica alemana, el Blumengarten.
La Fiesta Alemana, realizada en el municipio, ya es tradicional para el noroeste del estado. Además, el Festival de Interpretación de la Canción (FIC), ya en su 26° edición, tiene un alcance que atraviesa las fronteras de Rio Grande do Sul.
- Datos: Q988779
- Multimedia: Santo Cristo / Q988779